# Acoustic (David Knopfler & Harry Bogdanovs)
Acoustic è un doppio album del 2011 di David Knopfler e del suo fido collaboratore Harry Bogdanovs che contiene nuovi brani ed alcuni nuovi arrangiamenti di vecchi pezzi del fondatore dei Dire Straits.

## Artista
- David Knopfler - Voce, chitarra, pianoforte
- Harry Bogdanovs - chitarra aggiuntiva

## Tracce
1. Hey La (Sometimes) – 4:18
2. Steel Wheels – 3:48
3. Deptford Days – 4:51
4. King of Ashes – 2:57
5. Cinnamon Girls – 3:06
6. Southside Tenements – 5:27
7. God's Mockingbird – 5:26
8. 4U – 5:56
9. Me and Billy Crowe – 3:53
10. Mending My Nets – 7:06
11. Underland – 5:08
12. Somebody Kind – 4:20
13. Here in Geneseo – 2:43
14. Tears Fall – 3:25
15. Grace in the Gutter – 3:08
16. True North – 3:07
17. America – 4:35
18. Easy Street – 4:17